# 丹蒽醌
丹蒽醌（又称柯嗪、1,8-二羟基蒽醌）是一种有机化合物，由蒽醌上1、8号位的两个氢原子被羟基取代而成。在一些国家，丹蒽醌可用作泻药。

## 应用
在美国，丹蒽醌由于被认定为致癌物质，因此不被使用。
在英国，丹蒽醌被认定为潜在致癌物质，仅限用于已被诊断为癌症晚期的患者，一般用于临终关怀，以抵消鸦片类药物造成的便秘。
丹蒽醌可以口服，也可以单独或与其他泻药一起通过直肠给药。

## 副作用
丹蒽醌最明显的副作用是会导致尿液呈红色。